# Pseudognathobotys
Pseudognathobotys és un gènere d'arnes de la família Crambidae.

## Taxonomia
- Pseudognathobotys africalis Maes, 2001
- Pseudognathobotys diffusalis Maes, 2001